# 连珠蕨
连珠蕨（学名：Aglaomorpha meyeniana）为槲蕨科连珠蕨属下的一个种。